# Swietłana Graczowa
Swietłana Giennadjewna Graczowa (ros. Светлана Геннадьевна Грачёва; ur. 22 stycznia 1978) – rosyjska zapaśniczka walcząca w stylu wolnym. Zajęła ósme miejsce na mistrzostwach Europy w 1997. Piąta w Pucharze Świata w 2001 i siódma w 2003. Wicemistrzyni świata juniorów w 1998 i Europy w 1997 roku.
Trzecia na mistrzostwach Rosji w 2005 roku.